# Rio Cascavel
Der Rio Cascavel ist ein etwa 21 km langer rechter Nebenfluss des Rio Jordão im Süden des brasilianischen Bundesstaats Paraná.

## Etymologie
Cascavel ist die portugiesische Bezeichnung der Klapperschlange.

## Geografie

### Lage
Das Einzugsgebiet des Rio Cascavel befindet sich auf dem Terceiro Planalto Paranaense (Dritte oder Guarapuava-Hochebene von Paraná).

### Verlauf
Sein Quellgebiet liegt im Munizip Guarapuava auf 1.076 m Meereshöhe etwa 5 km nördlich der Stadtmitte.
Der Fluss verläuft in südwestlicher Richtung entlang dem westlichen Stadtrand von Guarapuava. Er mündet auf 926 m Höhe von rechts in den Rio Jordão. Er ist etwa 21 km lang.

### Munizipien im Einzugsgebiet
Der Rio Cascavel verläuft vollständig innerhalb des Munizips Guarapuava.